# Ghaleb Bencheikh
Pour les articles homonymes, voir Bencheikh.
Ghaleb Bencheikh el Hocine (en arabe : غالب بن الشيخ الحسين), né le 27 août 1960 à Djeddah (Arabie saoudite), est un islamologue franco-algérien, réputé proche de l'islam libéral. 
Prônant la « refondation de la pensée théologique islamique », Ghaleb Bencheikh a été élu en décembre 2018 président de la Fondation de l'islam de France (FIF).

## Biographie

### Famille
Ghaleb Bencheikh est le fils du cheikh Abbas Bencheikh el Hocine, recteur de la Grande Mosquée de Paris de 1982 à 1989, et le frère du chercheur Soheib Bencheikh. Il naît le 27 août 1960 à Djeddah, en Arabie saoudite, où son père représente le GPRA avant d'y devenir l'ambassadeur d'Algérie ; sa famille vit ensuite au Caire puis revient à Alger.

### Formation
Il suit des études de physique à l'université Pierre-et-Marie-Curie (devenue depuis 2017 Sorbonne Université), et où il a également suivi des études de philosophie. Il obtient en 1990 un doctorat en soutenant une thèse intitulée « Influence de la gravité sur un écoulement isobare monodimensionnel instationnaire avec apport de chaleur », sous la direction de Roger Prud'homme, chercheur du CNRS,.
En 2007–2008, il est auditeur de la 60e session nationale de l'Institut des hautes études de défense nationale (IHEDN), promotion Antoine de Saint-Exupéry.

### Responsabilités religieuses et laïques
Président de la branche française de la Conférence mondiale des religions pour la paix, il est régulièrement l'invité de colloques et de congrès en France et à l'étranger. Vice-président des Artisans de paix et membre du comité de parrainage de la Coordination pour l'éducation à la non-violence et à la paix, il a été pendant cinq ans le vice-président de la Fraternité d'Abraham. Il a  été administrateur de Démocratie et spiritualité, et président de C3D (Citoyenneté, devoirs, droits, dignité).
Issu d'une famille de soufis algériens, Ghaleb Bencheikh estime que le soufisme constitue le cœur même de l'islam. Prônant une « refondation de la pensée théologique islamique »,,,, il est considéré comme proche de l'islam libéral,,. Il apporte son soutien à une association qui organise la prière mixte, hommes et femmes mélangés, et dirigée par deux femmes imames,. Il est l'auteur d'ouvrages et d'essais ayant trait à l'islam, à la laïcité et au dialogue avec les autres religions. 
Il a animé entre 2000 et 2019 l'émission Islam sur France 2, dans le cadre du programme Les Chemins de la foi, le dimanche matin. Il est le producteur sur France Culture de l'émission hebdomadaire Cultures d'islam, devenue depuis la mi-mai 2016 Questions d'islam, dont il est devenu l'animateur, succédant à Abdelwahab Meddeb puis Abdennour Bidar,,.
Le 13 décembre 2018, il  est élu président de la Fondation de l'islam de France, par dix voix contre une (celle du représentant du Conseil français du culte musulman), sur les onze voix du conseil d'administration, succédant ainsi à Jean-Pierre Chevènement,,.
Il est membre du conseil des sages de la laïcité, organe créé en janvier 2018 au sein du ministère de l'Éducation nationale.

### Distinction
- 2008 :  Chevalier de l'ordre national du Mérite[27]

## Critiques
En novembre 2020, Martine Gozlan du magazine Marianne lui reproche des propos sur la « haine contre les musulmans » en France, ainsi qu'un discours critique à l'encontre de Hassen Chalghoumi lors d'un entretien sur le site algérien TSA. Cet article a donné lieu le 22 avril 2021 à un droit de réponse de la Fondation de l'islam de France, affirmant que les propos de Ghaleb Bencheikh y ont été déformés et extraits hors contextes.

## Publications

### Ouvrages
- Alors, c'est quoi l'islam ?, Paris, Presses de la Renaissance, 2001, 105 p. (ISBN 2-85616-845-0).
- La Laïcité au regard du Coran, Paris, Presses de la Renaissance, 2005, 297 p. (ISBN 2-85616-988-0).
- Le Coran, Paris, Eyrolles, coll. « Eyrolles pratique », 2009, 219 p. (ISBN 978-2-212-54498-5).
- Le Coran : une synthèse d'introduction et de référence pour éclairer le contexte, les épisodes, les valeurs et l'actualité du texte, Paris, Eyrolles, coll. « Eyrolles pratique / Religion », 2015, 222 p. (ISBN 978-2-212-56251-4) ; rééd. 2018  (ISBN 978-2-212-57077-9).
- Petit manuel pour un islam à la mesure des hommes, Paris, Jean-Claude Lattès, 2018, 189 p. (ISBN 978-2-7096-6086-0).
- Les mots (et les maux) de l'islam : Réparer le présent et préparer l'avenir, Paris, Eyrolles, 2023, 183 p. (ISBN 978-2-416-01070-5).

#### En collaboration
- L'Islam et le Judaïsme en dialogue (avec Philippe Haddad et la collab. de Jean-Philippe Caudron), Paris, Éditions de l'Atelier, 2002, 186 p. (ISBN 2-7082-3636-9).
- Initiation au judaïsme, au christianisme et à l'islam (avec Richard Ayoun et Régis Ladous), Paris, Ellipses, coll. « Initiation à... », 2006, 367 p.  (ISBN 2-7298-2808-7).
- Lettre ouverte aux islamistes (avec Antoine Sfeir), Montrouge, Bayard, 2008, 141 p.  (ISBN 978-2-227-47703-2).
- Juifs, Chrétiens et Musulmans : « ne nous faites pas dire n'importe quoi ! » (avec Philippe Haddad et Jacques Arnould), Montrouge, Bayard, 2008, 286 p.  (ISBN 978-2-227-47777-3).
- Le dieu du sport : les trois monothéismes (avec Emmanuel Falque et Marc-Alain Ouaknin, sous la dir. de Benjamin Pichery, entretiens conduits par François L'Yvonnet), Paris, Éditions du Cerf, 2024, 199 p.  (ISBN 978-2-204-15670-7).

### Préfacier
- Philippe Haddad (préf. René-Samuel Sirat, Patrick Desbois et Ghaleb Bencheikh), Le Méiri : Le rabbin catalan de la tolérance, 1249–1316, Perpignan, Mare Nostrum, 2001, 120 p. (ISBN 2-908476-26-6).
- Laure Meesmaecker, L'Autre Visage de Louis Massignon (texte remanié de Louis Massignon au jardin de la parole, thèse de doctorat en littérature française, Paris 4, 2003), Versailles, Via Romana, 2011, 179 p. (ISBN 978-2-916727-89-9).
- Jean-Yves Clément (dir.), Les Plus Belles Paroles du Coran, Paris, Le Cherche midi, 2015, 130 p. (ISBN 978-2-7491-1075-2).
- Michel Younès (dir.), Le Fondamentalisme islamique : décryptage d'une logique, Paris, Karthala, coll. « Disputatio », 2016, 222 p. (ISBN 978-2-8111-1597-5).
- Saïda Douki Dedieu et Hager Karray (préf. Ghaleb Bencheikh et Driss Moussaoui, postface Alain Seksig), Daech, la dernière utopie meurtrière, Paris, L'Harmattan, 2016, 279 p. (ISBN 978-2-343-10042-5).

### Postfacier
- Michel Delmas (préf. Odon Vallet), L'Islam et la République laïque, Paris, L'Harmattan, coll. « Débats laïques », 2018, 301 p. (ISBN 978-2-343-16241-6).

### Contributeur
- « Islam et violence » dans Daniel Marguerat (dir.), Dieu est-il violent ?, Paris, Bayard, 2008, 239 p. (ISBN 978-2-227-47753-7), p. 141-167.